# Великий воїн Албанії Скандербег
«Великий воїн Албанії Скандербег» — історична драма спільного виробництва Албанії та СРСР. Стрічка отримала гран-прі Каннського кінофестивалю 1954 року.

## Сюжет
Події фільму розгортаються у XV столітті. Албанський народ знаходиться в боротьбі з турецькими завойовниками. Цю боротьбу очолює Георгій Кастріота, якого турки прозвали Скандербег. Георгій походить з князівського роду, але в дитинстві він потрапив у полон до турків й виховувася як їхній воїн. Через два десятиліття постає проти них.

## У ролях
| Актор                 | Роль             |
| --------------------- | ---------------- |
| Акакій Хорава         | Скандербег       |
| Микола Тимофєєв       | італійський поет |
| Володимир Соловйов    | монах            |
| Борис Тенін           | Дін              |
| Наім Фрашери          | Паль             |
| Беса Імамі            | Доніка           |
| Адівіє Алібалі        | Маміца           |
| Олег Жаков            | Тануш Топія      |
| Серго Закаріадзе      | Лаонікус         |
| Семен Соколовський    | Гамза            |
| Ваграм Папазян        | Мурад II         |
| Веріко Анджапарідзе   | Дафіна           |
| Георгій Черноволенко  | Мараш            |
| Олександр Вертинський | дож              |
| Микола Бубнов         | Лука             |
| Юрій Яковлєв          | воїн             |

## Знімальна група
- Кінорежисер — Сергій Юткевич
- Сценарист — Михайло Папава
- Композитори — Георгій Свиридов, Ческ Задея
- Кінооператор — Євгеній Андріканіс
- Кіномонтаж — Клавдія Алєєва
- Художник-постановник — Йосип Шпінель[2].

## Сприйняття

### Критика
На сайті Internet Movie Database оцінка стрічки 8,0/10 (452 голоси).

### Номінації та нагороди
| Нагороди та номінації фільму «Великий воїн Албанії Скандербег» | Нагороди та номінації фільму «Великий воїн Албанії Скандербег» | Нагороди та номінації фільму «Великий воїн Албанії Скандербег» | Нагороди та номінації фільму «Великий воїн Албанії Скандербег» | Нагороди та номінації фільму «Великий воїн Албанії Скандербег» | Нагороди та номінації фільму «Великий воїн Албанії Скандербег» |
| Рік                                                            | Кінофестиваль/кінопремія                                       | Категорія/нагорода                                             | Номінант                                                       | Результат                                                      |                                                                |
| -------------------------------------------------------------- | -------------------------------------------------------------- | -------------------------------------------------------------- | -------------------------------------------------------------- | -------------------------------------------------------------- | -------------------------------------------------------------- |
| 1954                                                           | «Каннський кінофестиваль»                                      | Міжнародне змагання                                            | Сергій Юткевич                                                 | Перемога                                                       |                                                                |
| 1954                                                           | «Каннський кінофестиваль»                                      | Особлива згадка                                                | Сергій Юткевич                                                 | Перемога                                                       |                                                                |
| 1954                                                           | «Каннський кінофестиваль»                                      | Гран-прі                                                       | Сергій Юткевич                                                 | Номінація                                                      |                                                                |